# Drehbrücke Klevendeich

Die Brücke von Osten

Die Klevendeicher Drehbrücke überquert die Pinnau und verbindet so die Haseldorfer Marsch beim Moorreger Ortsteil Klevendeich mit der Seestermüher Marsch bei der Gemeinde Neuendeich.
Die Brücke wurde 1887 erbaut und steht als Kulturdenkmal unter Denkmalschutz. Sie ist die zweitälteste funktionsfähige Drehbrücke Deutschlands und laut der Liste der Drehbrücken die sechstälteste in Deutschland. 1996 bis 1999 wurde die Brücke für ca. 1.380.000 € instand gesetzt. Im Frühjahr 2016 wurde der drehbare Teil der Brücke erneut demontiert und mit den anderen Brückenbögen eingehaust und restauriert.
Bei der Klevendeicher Brücke handelt es sich um eine genietete Stahlkonstruktion mit drei Brückenbögen, die zu jeweils einem Brückenteil gehören. Die drei Brückenteile ruhen auf insgesamt fünf Stützen, zwei Widerlagern an den Rändern und drei Pfeilern als Mittelunterstützung. Die Fahrbahn ist einspurig. Der Belag besteht aus Holzdielen, die mit Eisenbändern zusammengehalten werden.

Funktionsprinzip

Die beiden nördlichen Einheiten sind nicht drehbar. Der südliche Brückenteil hat in der Mitte einen Drehpfeiler und lässt sich daher im Winkel von 90° drehen. Dabei gibt er die Durchfahrt für die Schiffe frei. Früher wurde die Brücke per Hand gedreht, wozu das noch erhaltene Handrad diente. Inzwischen hat es seine Funktion verloren, da die Drehung maschinell betrieben wird. Ein Elektromotor wurde neben dem alten Handrad angebracht. Er treibt heute den Drehmechanismus mit Lauf- und Rollkranz an, der an der Südseite der Brücke gut sichtbar ist.

## Fotos

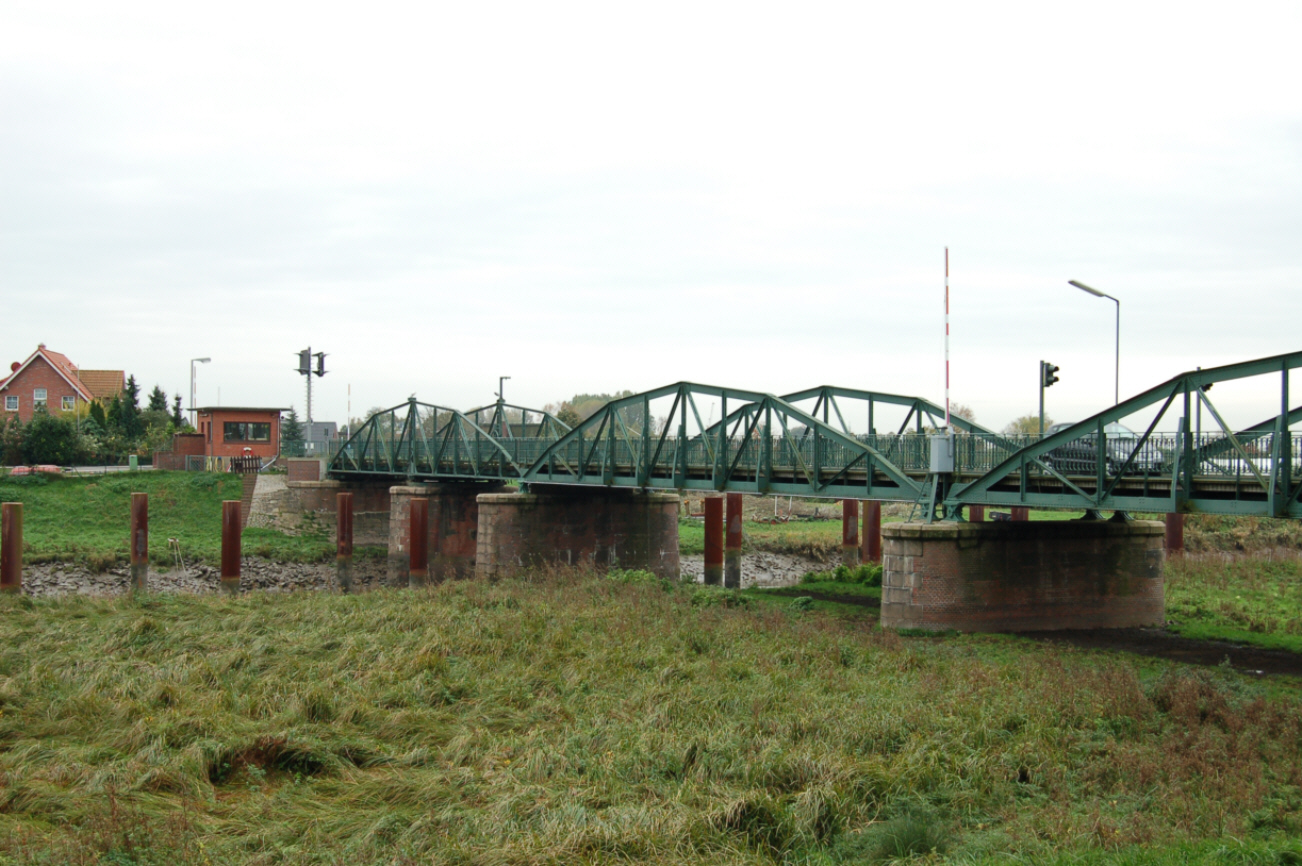
Drehbrücke, wie man sie aus Richtung Uetersen sieht
Holzbelag der Fahrbahn
Handrad und E-Motor
Drehmechanismus
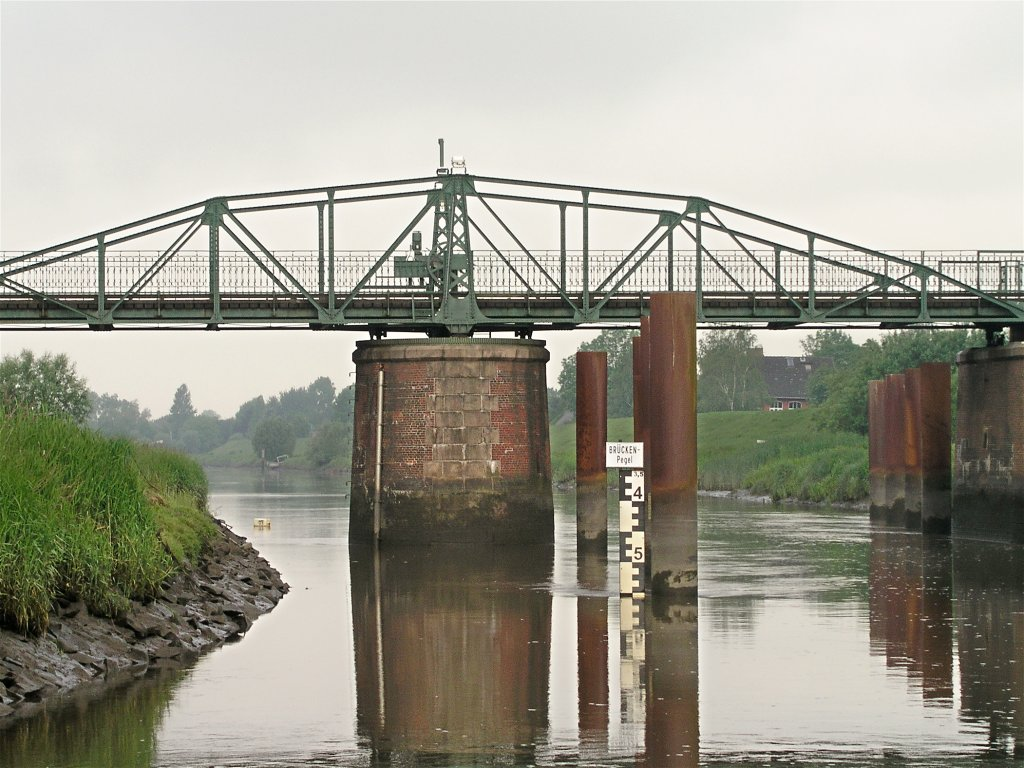
Der drehbare Brückenteil